# Ibirānu IV
Ibirānu IV (... – XVI secolo a.C.) è stato un re amorreo di Ugarit.